# Flugplatz Uelzen

i7
i11
i13
Der Flugplatz Uelzen (ICAO-Code: EDVU) ist ein Verkehrslandeplatz und liegt westlich der Stadt Uelzen im Landkreis Uelzen, Niedersachsen. Neben der privaten Sportfliegerei wird der Platz auch von Geschäftsfliegern genutzt.

## Flugbetrieb
Der Flugbetrieb und die Instandhaltung des Flugplatzgeländes wird von dem ansässigen Flugsportverein Cumulus Uelzen e. V. organisiert. Zu den Betriebszeiten ist die Flugleitung durch einen ehrenamtlichen Flugleiter besetzt, der sich um den reibungslosen Betrieb auf dem Flugplatzgelände kümmert.
Betriebszeiten
Der Platz ist im Sommer an den Wochenenden und an Feiertagen geöffnet. Im Winter gilt PPR.
Zulassung
Der Flugplatz ist für Segelflugzeuge, Motorsegler, Ultraleichtflugzeuge, Motorflugzeuge bis 5700 Kilogramm, Hubschrauber bis 5700 Kilogramm, bemannte Freiballone, Fallschirmsprungbetrieb sowie Modellflug zugelassen.
Anflug
Der Platz verfügt über eine 800 m lange Asphaltbahn der Ausrichtung 08/26 und ist zugelassen für den Betrieb nach Sichtflugregeln (VFR). Der Rufname ist Uelzen Radio auf der Frequenz 130,900 MHz (Kanal 130,905 im 8,33 kHz Raster), der ICAO-Code lautet EDVU. Die Platzrunde liegt nördlich des Platzes in 1200 ft.

## Geschichte
Schon im Jahre 1967 wurden die Möglichkeiten zur Errichtung eines Verkehrslandeplatzes in der näheren Umgebung der Stadt Uelzen erörtert. Dabei wurden verschiedene zur Verfügung stehende Objekte sowohl im Osten als auch im Westen der Stadt Uelzen berücksichtigt. Im Jahre 1968 wurde das jetzige Gelände des Flugplatzes Uelzen in die engere Wahl gezogen. Nach der Zusage des Ministeriums für Wirtschaft und Verkehr in Hannover, das Gelände als Verkehrslandeplatz zuzulassen, wurde 1970–1971 die Graspiste von den Mitgliedern des FSV Cumulus angelegt und die Hallen, die Aufenthaltsgebäude und der Tower vom Landkreis Uelzen gebaut.
Nach der Abnahme zur vorläufigen Zulassung wurden im Mai 1971 die ersten Segelflugstarts durchgeführt. Die endgültige Zulassung erhielt der Verkehrslandeplatz Uelzen im August 1971.
Im Jahre 1976 wurde eine 400 Meter langer und zehn Meter breite asphaltierte Landebahn hergerichtet, um die stellenweise feuchte Graspiste zu ersetzen.
Im August 1981 erteilte die Bezirksregierung Weser-Ems die Erweiterung der Flugplatzgenehmigung nach der Fertigstellung der Asphaltbahn auf 600 Meter Länge und 20 Meter Breite. Eine Verlängerung der Asphaltbahn auf 800 Meter Länge erfolgte im Jahr 2004.

## Verein
Der FSV Cumulus Uelzen e. V. ist am Flugplatz Uelzen beheimatet. Der Verein widmet sich satzungsgemäß der Förderung der Fliegerei zum Zwecke der körperlichen und geistigen Ertüchtigung und betreibt die Sparten Segel- und Motorflug. Das hierfür genutzte Flugplatzgelände ist Landkreiseigentum, wird vom FSV Cumulus genutzt und dabei öffentlich betrieben, instand gehalten und gepflegt. Das genutzte Fluggerät ist Vereinseigentum und wird in Eigenregie gewartet und instand gehalten.
Der Verein ist Mitglied im Deutschen Aeroclub Landesverband Niedersachsen e. V. Er unterhält eine eigene Flugschule. Vereinsmitglieder können eine Flugausbildung zum Segelflugzeug- (SPL) und Motorflugzeugführer (PPL-N und PPL nach EU-FCL) erhalten.

## Regelmäßige Veranstaltungen

Flugplatzfest am Flugplatz Uelzen, Niedersachsen

In jedem Jahr findet am Himmelfahrtstag ein großes Flugplatzfest auf dem Flugplatz statt. In den vergangenen Jahren hatte das Flugplatzfest einen Zulauf von acht- bis zehntausend Besuchern. Attraktionen des Flugplatzfestes sind vielerlei Vorführungen wie Formationsflüge, Kunstflug-Akrobatik, Bannerschlepps und Fallschirmabsprünge. Besucher des Festes haben auch die Möglichkeit, an Rundflügen mit Segelflugzeugen, Motorflugzeugen und Helikoptern teilzunehmen. Am Rande des Flugfeldes können Besucher aus der Nähe Flugzeuge und Helikopter betrachten und sich von fachkundigen Piloten die Technik erklären lassen.

## Lage und Anfahrt
Der Flugplatz liegt inmitten der Lüneburger Heide, ca. 5 Kilometer westlich von Uelzen, nahe dem Dorf Barnsen, in der Gemeinde Gerdau, Landkreis Uelzen. Aus den Richtungen Norden oder Süden kann der Platz über die B 4 erreicht werden, aus Westen oder Osten über die B 71.

## Zwischenfälle
- Am 13. August 2011 stürzte ein Segelflugzeug des Typs DG-505 Elan Orion (Luftfahrzeugkennzeichen D-5047) bei einem Testflug in der Nähe des Flugplatzes ab. Die hintere Kopfstütze des Doppelsitzers hatte den hinteren Steuerknüppel und dadurch das Höhenruder blockiert. Der Pilot konnte sich mit dem Fallschirm retten.[1]

- Am 8. Mai 2013 wurde ein Motorflugzeug bei der Landung stark beschädigt. Der Pilot hatte das Fahrwerk nicht ausgefahren, worauf das Flugzeug auf dem Bauch landete und mehrere Meter über die Landebahn rutschte. Durch eine beschädigte Leitung trat Treibstoff aus und entzündete sich. Das Feuer konnte durch Vereinskameraden des Piloten schnell unter Kontrolle gebracht werden. Pilot und Passagier blieben unverletzt. Am 9. Mai 2013 fand planmäßig der jährliche „Tag der offenen Tür“ statt.